# Eriopyga majuscula
Eriopyga majuscula är en fjärilsart som beskrevs av Herrich-Schäffer 1868. Eriopyga majuscula ingår i släktet Eriopyga och familjen nattflyn. Inga underarter finns listade i Catalogue of Life.